# Roggelskopf
Der Roggelskopf (auch Rogelskopf) ist ein 2284 m ü. A. hoher Berg im Lechquellengebirge im österreichischen Bundesland Vorarlberg.

## Topographie
Der Roggelskopf ist der dominierende Berg des oberen Klostertals und der Hausberg der Ortschaften Dalaas und Braz. Er ist dem Hauptkamm des Lechquellengebirges mit der Roten Wand südlich vorgelagert und fällt daher nach Süden mit steilen Felswänden zum Klostertal hin ab. Nach Norden verläuft ein ausgeprägter Grat über das 2069 m hohe Gwurfjoch in Richtung zum Hauptkamm. Westlich dieses Grates liegt auf ca. 1500 m die Masonalpe, östlich des Gipfels die Heubergalpe (1701 m) und die Mustrinalpe (1450 m). Am Westgrat befindet sich ein 1704 m hoher Vorgipfel, der Bocksberg, mit einem auffälligen Felsenfenster, dem Hohlen Stein. Ein weiterer Grat zieht nach Südosten und trägt den 2056 m hohen Heuberg.

## Wege
Der wichtigste Stützpunkt für die Besteigung des Roggelskopf ist die Freiburger Hütte ca. 3 Kilometer nordöstlich. Von dort und von der Masonalpe führen markierte Wanderwege zum Nordgrat und von dort über einen versicherten Steig (Schwierigkeit UIAA I-II) zum Gipfel. Die Anstiege über den Südostgrat (II-III), die Ostwand (III-V) und die Südwestwand (II) sind deutlich schwieriger.

## Geschichte
Der Name „Roggelskopf“ leitet sich vom rätoromanischen Rocca, deutsch Fels, ab. 1783 wurde der Berg erstmals urkundlich als „Roggelspitze“ erwähnt. Vermutlich wurde er schon früh von Einheimischen bestiegen, die erste dokumentierte Ersteigung führte 1875 ein Julius Gaßner aus Bludenz durch.

## Galerie

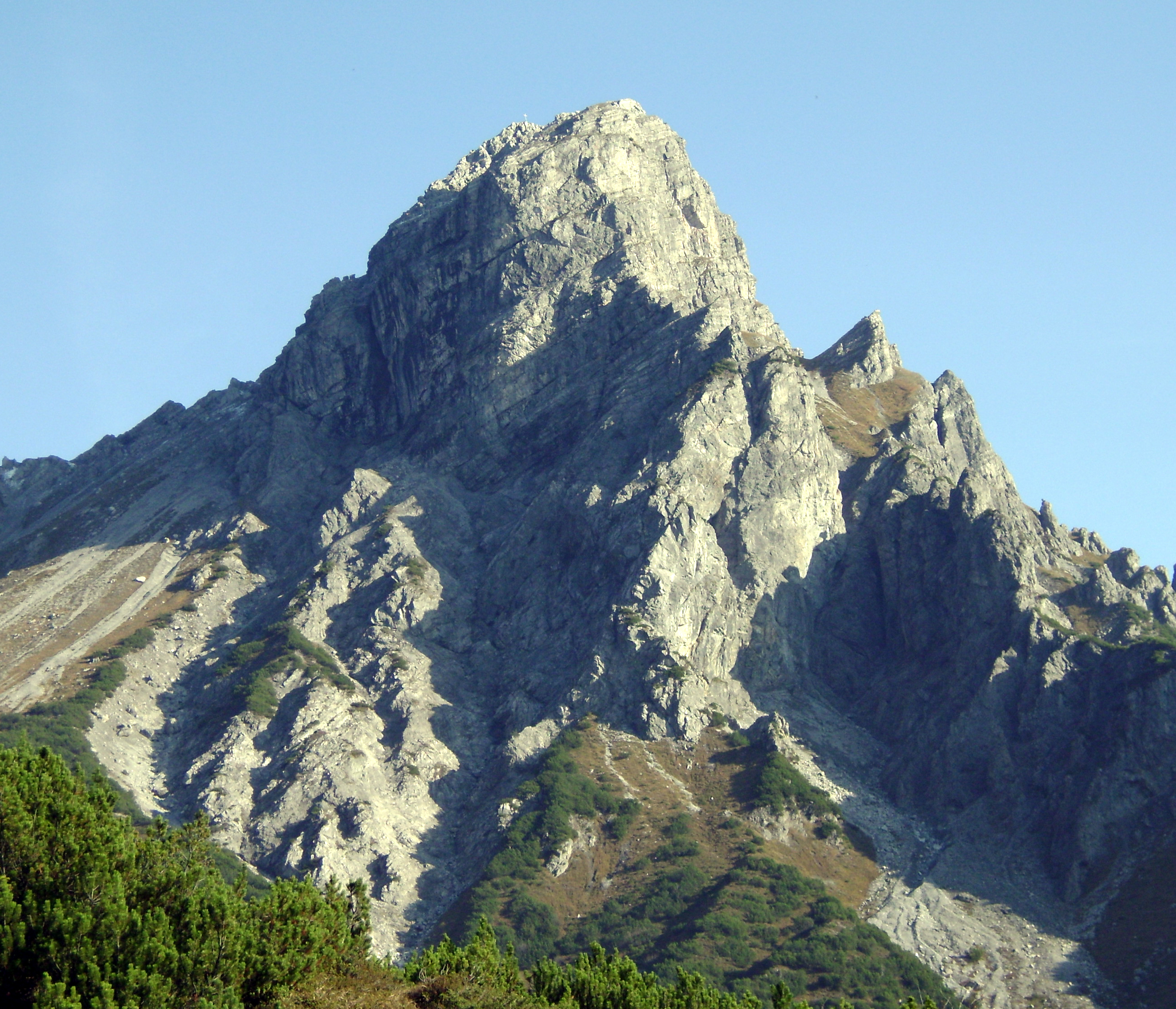
Roggelskopf von der Masonalm (von Westen)
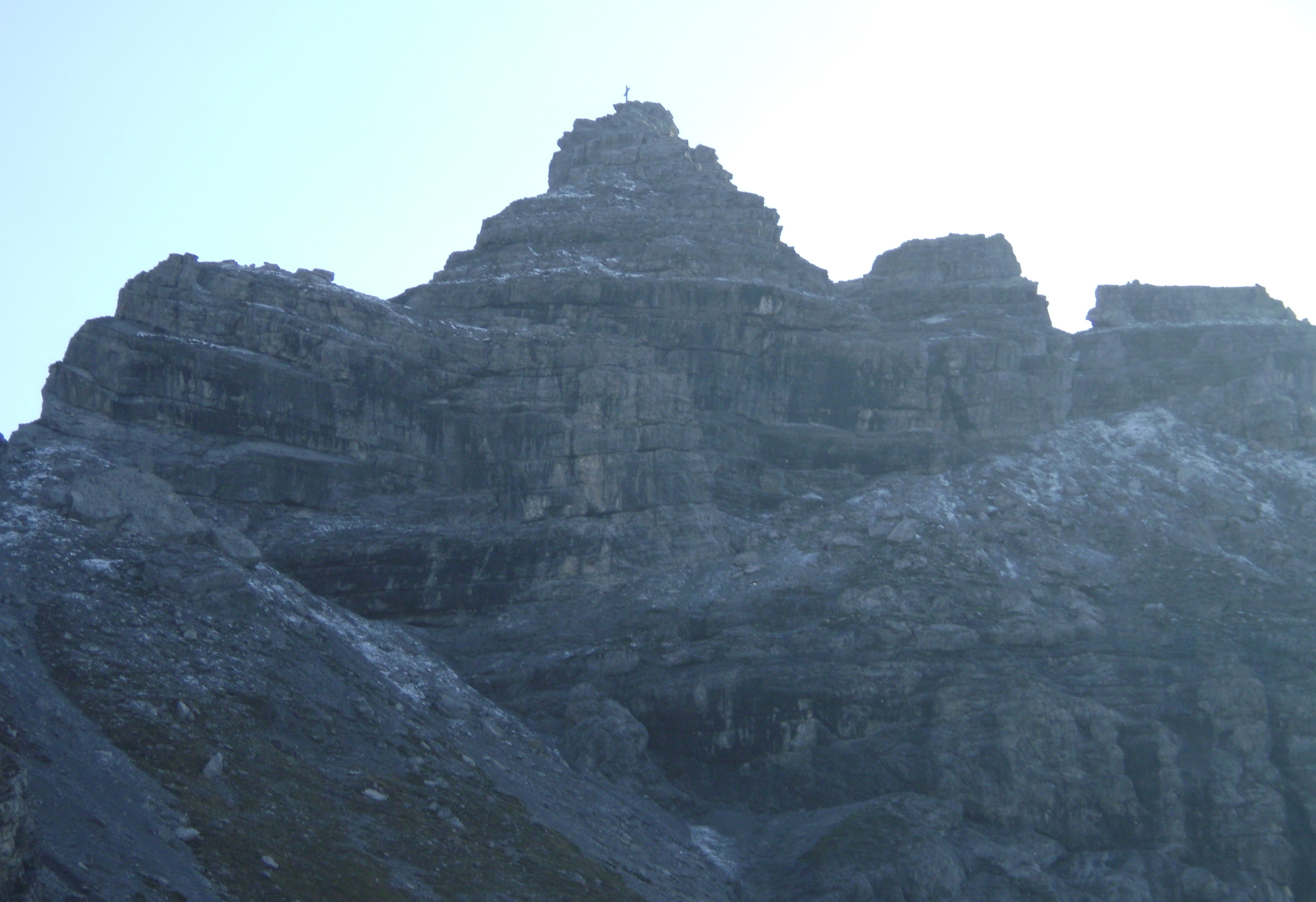
Von Norden
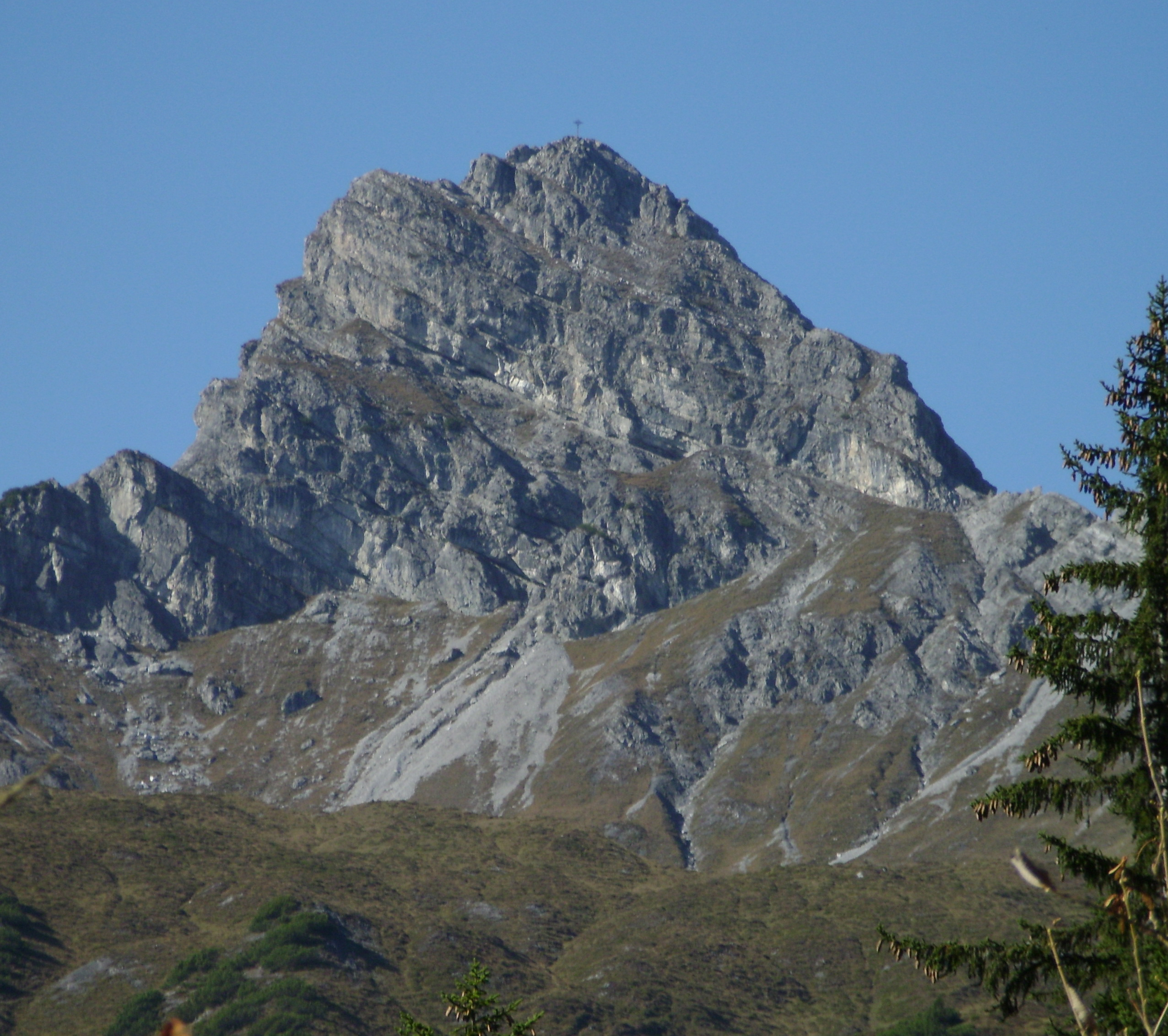
Von Osten
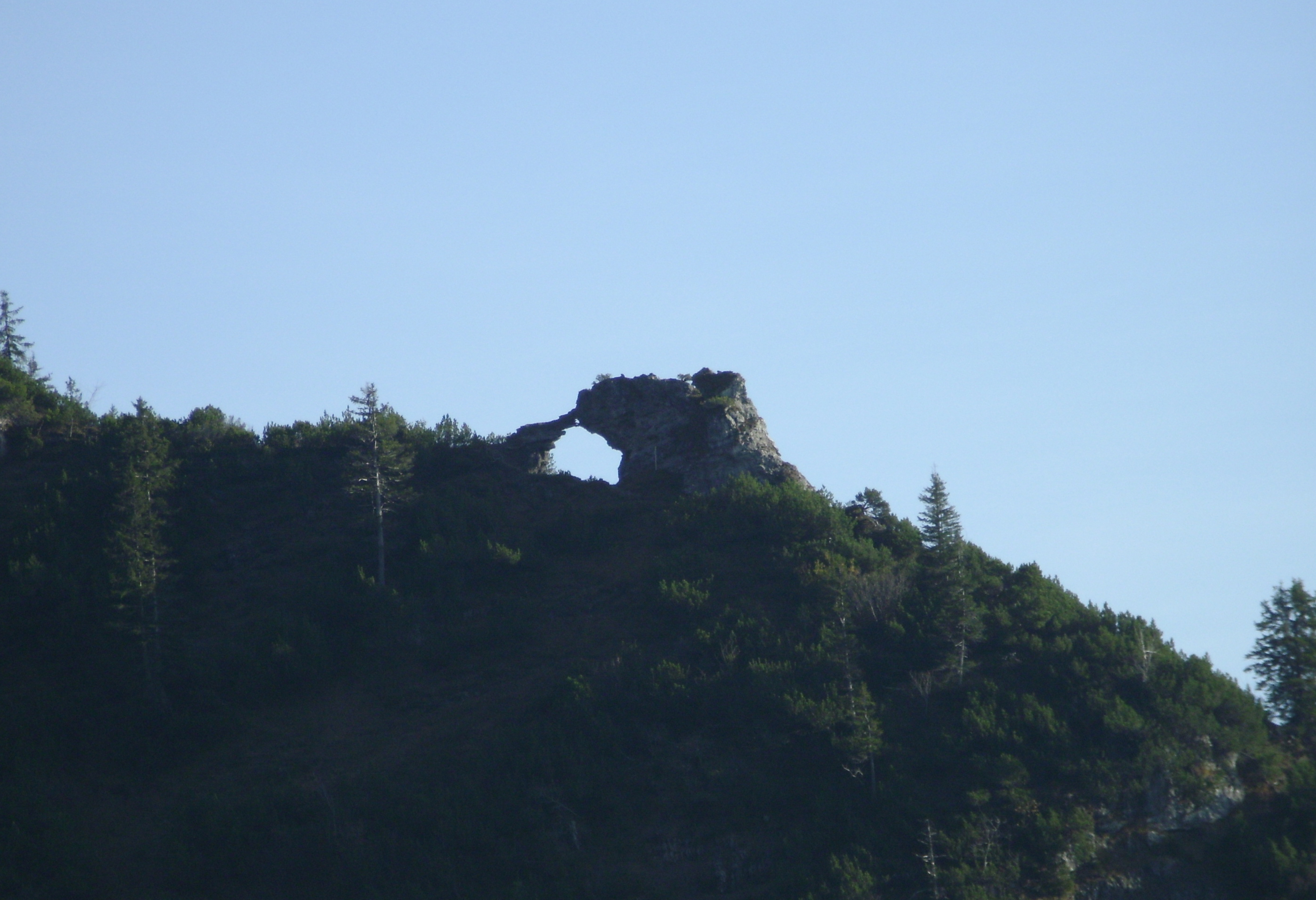
Der Hohle Stein am Bocksberg
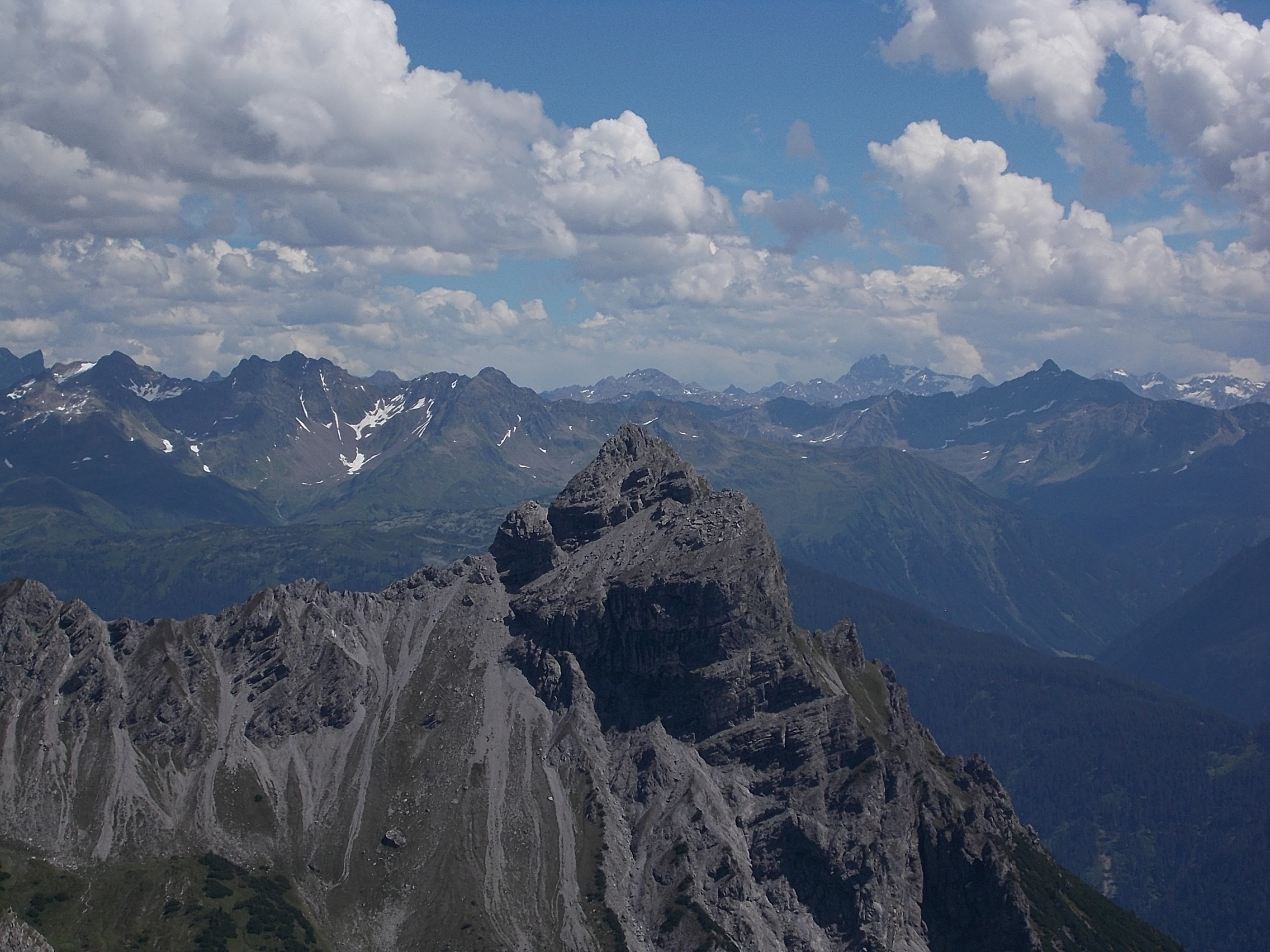
Roggelskopf vom Pitschikopf
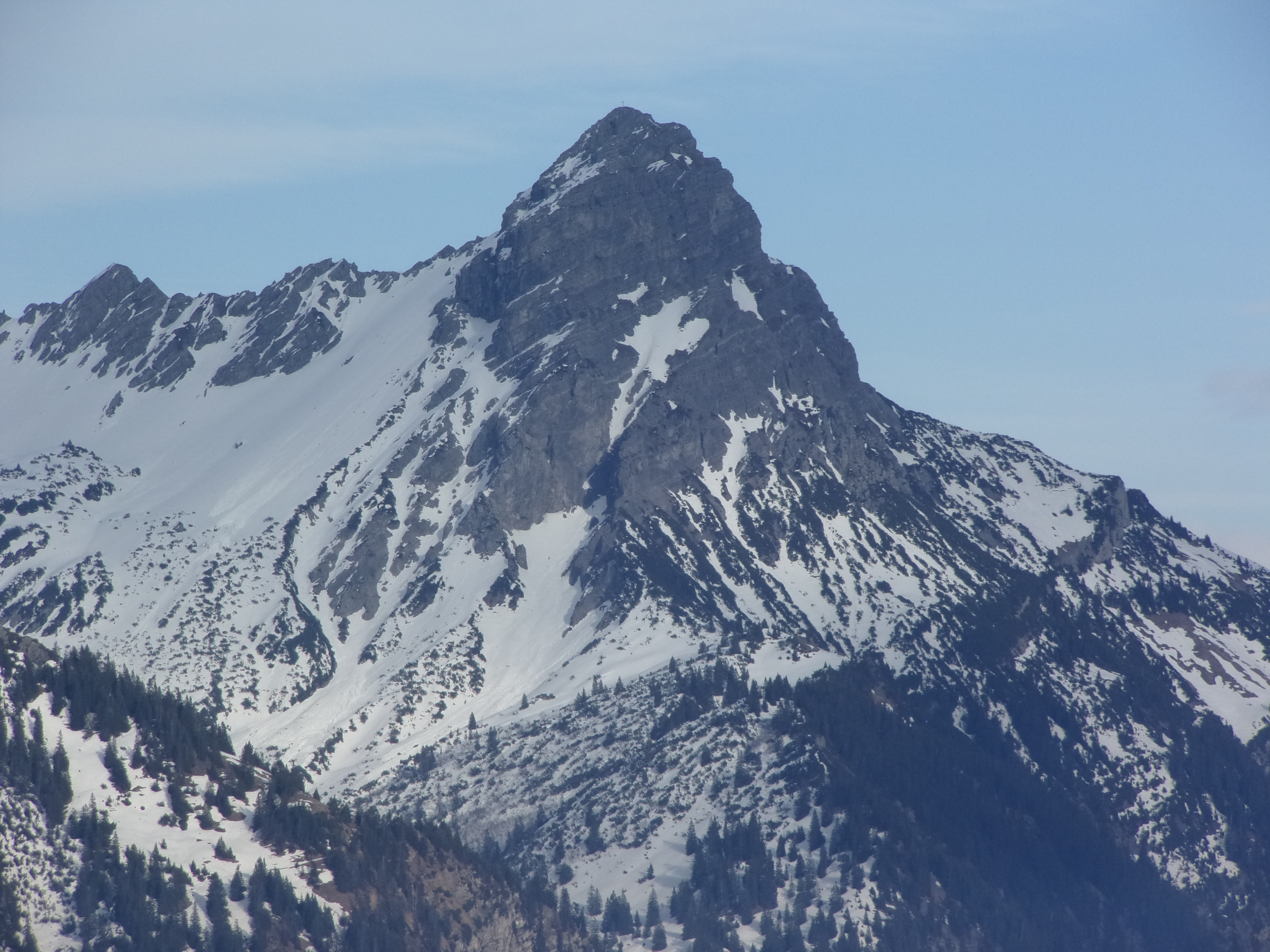
Roggelskopf von Westen